# Лилль-6 (кантон)
Лилль-6 (фр. Lille-6) — кантон во Франции, находится в регионе О-де-Франс, департамент Нор.
Кантон образован в результате реформы 2015 года. В его состав вошли отдельные коммуны упраздненных кантонов Ломм и Обурден.

## Состав кантона
В состав кантона входят коммуны (население по данным Национального института статистики за 2017 г.):
- Алленн-ле-Обурден (4 436 чел.)
- Бокам-Линьи (856 чел.)
- Лилль (западные кварталы, ассоциированная коммуна Ломм) (36 085 чел.)
- Лос (22 233 чел.)
- Сант (5 724 чел.)
- Секеден (4 712 чел.)
- Энгло (609 чел.)
- Энтьер-ан-Вепп (1 311 чел.)
- Эркенгем-ле-Сек (600 чел.)
- Эскобек (299 чел.)

## Политика
На президентских выборах 2022 г. жители кантона отдали в 1-м туре Жану-Люку Меланшону 29,9 % голосов против 28,4 % у Эмманюэля Макрона и 19,1 % у Марин Ле Пен; во 2-м туре в кантоне победил Макрон, получивший 66,2 % голосов. (2017 год. 1 тур: Жан-Люк Меланшон – 24,3 %, Эмманюэль Макрон – 23,4 %, Марин Ле Пен – 20,7 %, Франсуа Фийон – 16,1 %; 2 тур: Макрон – 68,3 %. 2012 год. 1 тур:  Франсуа Олланд — 30,3 %, Николя Саркози — 24,3 %, Марин Ле Пен — 18,2 %; 2 тур: Олланд — 54,4 %).
С 2021 года кантон в Совете департамента Нор представляют мэр-делегат ассоциированной коммуны Ломм Роже Вико (Roger Vicot) (Социалистическая партия) и член совета города Лос Валери Консей (Valérie Conseil) (Разные левые).
|                | Кандидаты                          | Партия                   | Первый тур | Первый тур     | Второй тур | Второй тур |
| Кол-во голосов | Кандидаты                          | Партия                   | % голосов  | Кол-во голосов | % голосов  |            |
| -------------- | ---------------------------------- | ------------------------ | ---------- | -------------- | ---------- | ---------- |
|                | Роже Вико Валери Консей            | Левый блок               | 3 804      | 25,85          | 7 404      | 52,01      |
|                | Кристоф Мартен Мартин Симон        | Разные центристы         | 2 844      | 19,33          | 6 833      | 47,99      |
|                | Мари Демазьер Максим Мулен         | Национальное объединение | 2 434      | 16,54          |            |            |
|                | Жоффре Леруа Шарлотта Тальпаэр     | Европа Экология Зелёные  | 2 208      | 15,01          |            |            |
|                | Катрин де Рюитер Даниэль Грющински | Вперёд, Республика!      | 2 038      | 13,85          |            |            |
|                | Клер Катлен Николя Сьерра          | Непокорённая Франция     | 1 014      | 6,89           |            |            |
|                | Николь Кьекен Фредерик Монтё       | Крайне правые            | 371        | 2,52           |            |            |

|                | Кандидаты                  | Партия                  | Первый тур | Первый тур     | Второй тур | Второй тур |
| Кол-во голосов | Кандидаты                  | Партия                  | % голосов  | Кол-во голосов | % голосов  |            |
| -------------- | -------------------------- | ----------------------- | ---------- | -------------- | ---------- | ---------- |
|                | Роже Вико Элизабет Макелье | Социалистическая партия | 6 364      | 28,40          | 8 638      | 37,65      |
|                | Анн Вуатюрьез Тьерри Поше  | Правый блок             | 6 338      | 28,29          | 7 653      | 33,36      |
|                | Натали Ак Эрик Катлен-Деню | Национальный фронт      | 6 635      | 29,61          | 6 651      | 28,99      |
|                | Бенуа Буду Венсьян Фабер   | Европа Экология Зелёные | 1 757      | 7,84           |            |            |
|                | Колетт Беке Филипп Лемьер  | Коммунистическая партия | 1 311      | 5,85           |            |            |